# Fibonaccital

Tessellation med kvadrater som har Fibonaccital som sidlängd.

Fibonaccital är tal som ingår i en heltalsföljd, Fibonaccis talföljd, där varje tal är summan av de två föregående Fibonaccitalen; de två första talen är 0 och 1. Fibonaccitalen är en sekvens {\displaystyle F(n)}, definierad rekursivt enligt:
{\displaystyle F(n)={\begin{cases}0&{\mbox{om }}n=0;\\1&{\mbox{om }}n=1;\\F(n-1)+F(n-2)&{\mbox{om }}n>1.\end{cases}}}
De första Fibonaccitalen är
0, 1, 1, 2, 3, 5, 8, 13, 21, 34, 55, 89, 144, 233, 377, 610, 987, 1597, 2584, 4181, 6765, 10946, 17711, 28657, 46368, 75025, 121393, 196418, 317811, 514229, 832040, 1346269, 2178309, 3524578, 5702887, 9227465, 14930352, 24157817, 39088169, … (talföljd A000045 i OEIS)

## Bakgrund

Antalet kaniner bildar Fibonaccisekvensen.

Talen är uppkallade efter matematikern Leonardo Pisano Fibonacci som på 1200-talet använde dem för att beskriva tillväxten hos kaniner. Talen beskriver antalet kaninpar i en grupp kaniner efter n månader om man antar att:
- det endast finns ett par nyfödda kaniner den första månaden.
- nyfödda kaniner blir könsmogna vid två månaders ålder.
- det inte uppstår genetiska problem på grund av inavel.
- det varje månad föds en unge per könsmogen kanin.
- ingen av kaninerna dör.

Fibonaccitalen beskrevs dock redan under 500-talet f.Kr. av den indiske matematikern Pingala.

## Anknytning till det gyllene snittet
Fibonaccisekvensen är relaterad till det gyllene snittet, talet
{\displaystyle \phi ={\frac {1+{\sqrt {5}}}{2}}\approx 1{\text{,}}618.}
Särskilt gäller att kvoten mellan efterföljande Fibonaccital konvergerar mot det gyllene snittet:
{\displaystyle \phi =\lim _{n\to \infty }{\frac {F(n+1)}{F(n)}}.}
En konsekvens av det här är
{\displaystyle \lim _{n\to \infty }{\frac {F_{n+\alpha }}{F_{n}}}=\varphi ^{\alpha }.}
Med hjälp av det gyllene snittet kan man även ange det n:e Fibonaccitalet på explicit form:
{\displaystyle F\left(n\right)={{\phi ^{n}-(1-\phi )^{n}} \over {\sqrt {5}}}}
Den här identiteten är känd som Binets formel efter Jacques Binet.
Ekvationen
{\displaystyle \varphi ^{2}=\varphi +1,\,}
kan användas till att skriva {\displaystyle \varphi ^{n}} som en linjär kombination av {\displaystyle \varphi } och 1. Med induktion kan man bevisa att
{\displaystyle \varphi ^{n}=F_{n}\varphi +F_{n-1}.}

## Talteoretiska egenskaper
Fibonaccitalens delbarhet har studerats flitigt inom talteorin. De kan bland annat visas uppfylla
{\displaystyle \mathrm {sgd} (F(n),F(m))=F(\mathrm {sgd} (n,m))}
där sgd betecknar den största gemensamma delaren. Det följer att F(n) är delbart med F(m) om och endast om n är delbart med m, med triviala undantag för n mindre än 4.
Frågan om huruvida det finns oändligt många primtal i Fibonacciföljden är ett berömt olöst matematiskt problem. Med undantag för n = 4 kan F(n) endast vara ett primtal om n också är det, men omvändningen gäller inte: om n är ett primtal behöver inte nödvändigtvis F(n) också vara primtal.
De första prima fibonaccitalen är:
2, 3, 5, 13, 89, 233, 1597, 28657, 514229, 433494437, 2971215073, 99194853094755497, 1066340417491710595814572169, 19134702400093278081449423917, 475420437734698220747368027166749382927701417016557193662268716376935476241 … (talföljd A005478 i OEIS)
Det största Fibonaccital som bevisats vara primt är det 17103-siffriga F(81839). Ännu större Fibonaccital är kända som klarar pseudoprimtalstest, det största F(604711) med 126377 siffror.
Känt är att Fibonaccitalens faktoriseringar innehåller oändligt många olika primtal. Robert Daniel Carmichael har visat att varje Fibonaccital efter F(12) har minst en primtalsfaktor som inte delar något tidigare tal i följden.
Fibonacciföljden är periodisk modulo varje positivt heltal m. Exempelvis är Fibonaccitalen modulo 2 lika med följden 1, 1, 0, 1, 1, 0, …,  som har perioden 3. Perioden π(m), döpt till "pisanoperioden", är för m = 1, 2, … lika med 1, 3, 8, 6, 20, 24, 16, 12, 24, 60, 10, 24, 28, 48, 40, 24, 36, 24, 18, 60, 16, 30, 48, 24, 100, 84, 72, 48, 14, 120, 30, 48, 40, 36, 80, 24, 76, 18, 56, 60, 40, 48, 88, 30, 120, 48, 32, 24, 112, 300, 72, 84, 108, 72, 20, 48, 72, 42, 58, 120, 60, 30, 48, 96, 140, 120, 136, … (talföljd A001175 i OEIS).
Eftersom periodiciteten innefattar alla tiopotenser m = 10n upprepas varje siffra och grupp av siffror periodiskt: till exempel upprepas samma avslutande siffra alltid vart π(10) = 60:e Fibonaccital, och samma två avslutande siffror återkommer vart π(100) = 300:e Fibonaccital. Då n > 3 ges perioden för de n sista siffrorna av den explicita formeln 15 · 10n−1. Ett alternativt perspektiv är att det för varje Fibonaccital F(n) finns oändligt många större Fibonaccital vars siffror slutar med F(n).
Om {\displaystyle \left({\tfrac {p}{5}}\right)} är Legendresymbolen
{\displaystyle \left({\frac {p}{5}}\right)={\begin{cases}0&{\textrm {om}}\;p=5\\1&{\textrm {om}}\;p\equiv \pm 1{\pmod {5}}\\-1&{\textrm {om}}\;p\equiv \pm 2{\pmod {5}}.\end{cases}}}
är
{\displaystyle F_{p}\equiv \left({\frac {p}{5}}\right){\pmod {p}}\quad {\text{och}}\quad F_{p-\left({\frac {p}{5}}\right)}\equiv 0{\pmod {p}}.}

## Matrisform
Följande matrisidentitet ger en explicit formel för Fibonaccitalen som lämpar sig särskilt väl för att med dator beräkna mycket stora Fibonaccital:
{\displaystyle {\begin{pmatrix}1&1\\1&0\end{pmatrix}}^{n}={\begin{pmatrix}F(n+1)&F(n)\\F(n)&F(n-1)\end{pmatrix}}}

## Förekomst i naturen

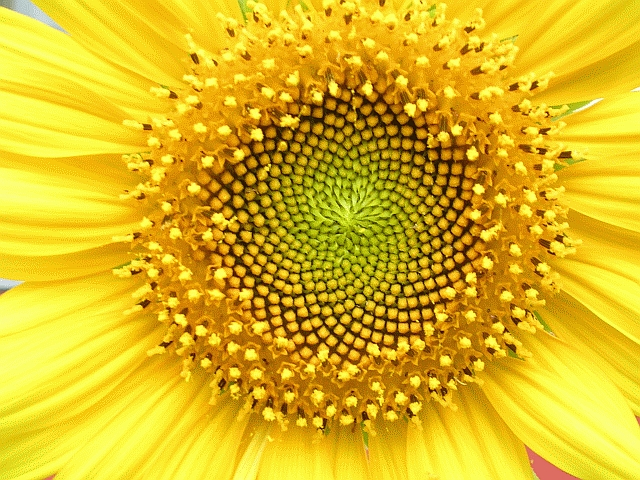
Solros med frön ordnade i 21 spiraler medsols och 34 spiraler motsols ut från centrum framifrån betraktat.

Fibonaccitalen förekommer i spiralstrukturer i naturen, exempelvis i kottar, snäckor och solrosor. Antalet spiraler räknat motsols respektive medsols utgör i sådana strukturer två efterföljande Fibonaccital. Så stora Fibonaccital som 233 har påträffats.

## Generaliseringar

### Utökning av index
Genom att lösa ut F(n) som differensen F(n+2) − F(n+1) kan Fibonacciföljden utökas i negativ riktning till
…, 13, -8, 5, -3, 2, -1, 1, 0, 1, 1, 2, 3, 5, 8, …
som uppfyller F(−n) = (−1)n+1 F(n) för alla heltal n. Samma utökning fås genom direkt insättning av negativa index i Binets formel, som även låter Fibonaccifunktionen F(x) definieras för reella och komplexa tal x. Den kontinuerliga funktionen F(x) har de oändligt många nollställena x = 0 och x ≈ 0,18380, 1,5708, 2,4704, 3,5109, … som precis svarar mot lösningarna till ekvationen
{\displaystyle \phi ^{2x}=\cos \,\pi x}

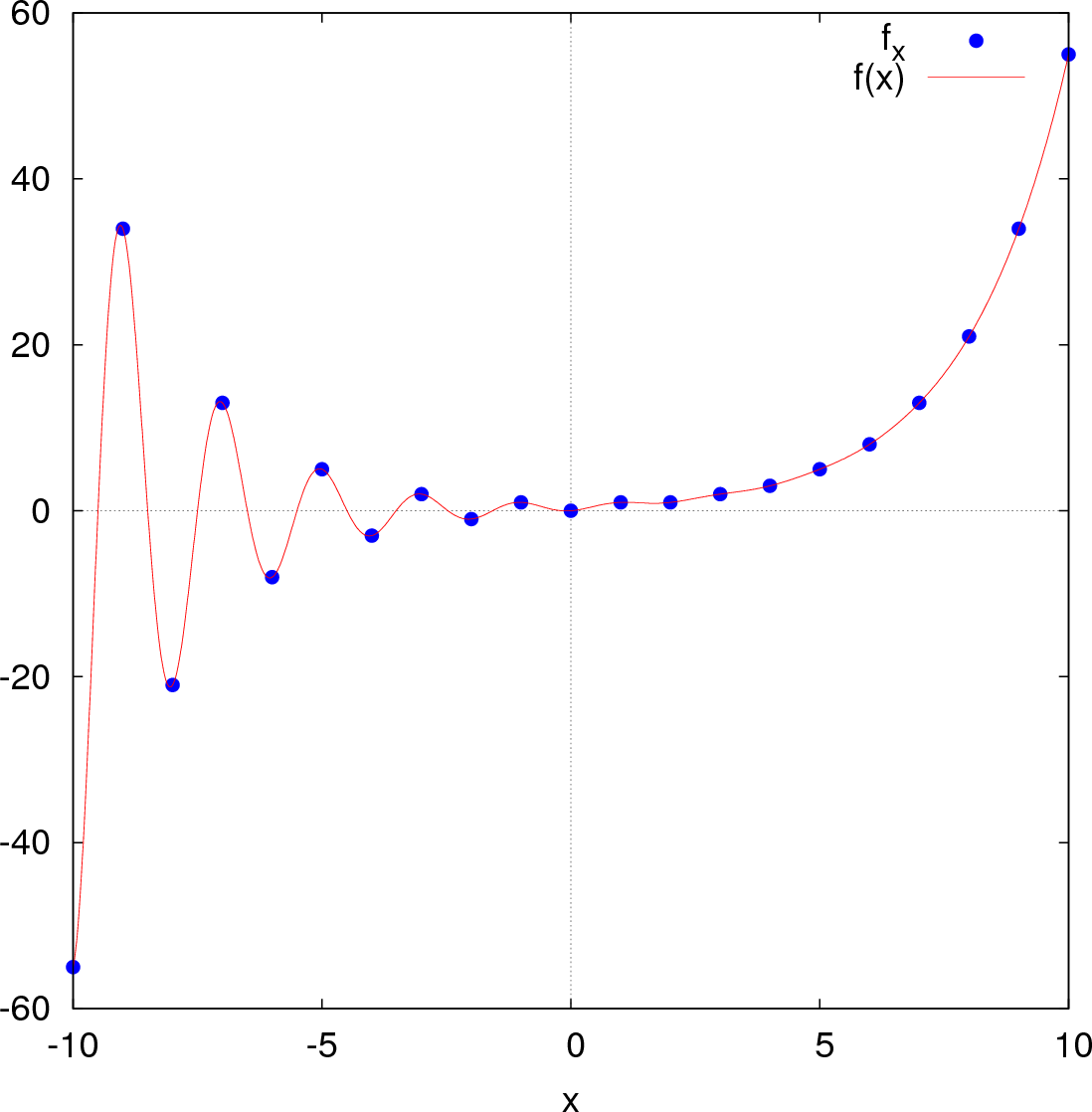
Fibonaccifunktionen F(x) för −4 ≤ x ≤ 4. Fibonaccitalen F(n) är markerade som punkter på kurvan. Värt att notera är att Fibonaccitalen approximerar men inte är exakt lika med funktionens extrempunkter.

och närmar sig n + 1/2 för stora negativa n.

### Andra begynnelsevärden
Fibonaccitalen definieras genom differensekvationen
{\displaystyle F(n)=F(n-1)+F(n-2)}
och två begynnelsevärden. Andra val av begynnelsevärden ger upphov till andra följder, exempelvis Lucastalen som ges av L(1) = 1, L(2) = 3 och fortsätter med 4, 7, 11, 18, 29, etcetera. Sådana följder uppfyller egenskaper liknande dem hos Fibonaccitalen: exempelvis har alla följder på denna form det gyllene snittet som gränsvärde för kvoten mellan intilliggande tal.
De funktioner g som löser Fibonacciföljd differensekvation har formen
{\displaystyle g(n)=aF(n)+bF(n+1)}
för godtyckliga tal a och b, och kallas ibland mer allmänt för Fibonacciföljder. Fibonacciföljderna utgör ett vektorrum med funktionerna n ↦ F(n) och n ↦ F(n + 1) som basvektorer. En följd är att Lucastal kan omvandlas till Fibonaccital och vice versa genom basbyte. Exempelvis ges det n-te Lucastalet av L(n) = 2F(n) + F(n+1).
Fibonaccitalen kan ytterligare generaliseras genom att variera formen på differensekvationen. Exempelvis definieras Pelltal av ekvationen P(n) = 2P(n−1) + P(n-2) med samma begynnelsevärden som för Fibonacciföljden. Genom att låta varje tal i följden vara summan av fler än två föregående tal fås följande generaliseringar:
| Ordning | Namn          | Formel för f(n)                   | Inledande termer                                                                           | OEIS    |
| ------- | ------------- | --------------------------------- | ------------------------------------------------------------------------------------------ | ------- |
| 3       | Tribonaccital | f(n−1) + f(n−2) + f(n−3)          | 0, 0, 1, 1, 2, 4, 7, 13, 24, 44, 81, 149, 274, 504, 927, 1705, 3136, 5768, 10609, 19513, … | A000073 |
| 4       | Tetranaccital | f(n−1) + f(n−2) + f(n−3) + f(n−4) | 0, 0, 0, 1, 1, 2, 4, 8, 15, 29, 56, 108, 208, 401, 773, 1490, 2872, 5536, 10671, 20569, …  | A000078 |
| 5       | Pentanaccital | f(n−1) + … + f(n−4) + f(n−5)      | 0, 0, 0, 0, 1, 1, 2, 4, 8, 16, 31, 61, 120, 236, 464, 912, 1793, 3525, 6930, 13624, …      | A001591 |
| 6       | Hexanaccital  | f(n−1) + … + f(n−5) + f(n−6)      | 0, 0, 0, 0, 0, 1, 1, 2, 4, 8, 16, 32, 63, 125, 248, 492, 976, 1936, 3840, 7617, …          | A001592 |
| 7       | Heptanaccital | f(n−1) + … + f(n−6) + f(n−7)      | 0, 0, 0, 0, 0, 0, 1, 1, 2, 4, 8, 16, 32, 64, 127, 253, 504, 1004, 2000, 3984, …            | A066178 |
| 8       | Oktanaccital  | f(n−1) + … + f(n−7) + f(n−8)      | 0, 0, 0, 0, 0, 0, 0, 1, 1, 2, 4, 8, 16, 32, 64, 128, 255, 509, 1016, 2028, …               | A079262 |
| 9       | Nonaccital    | f(n−1) + … + f(n−8) + f(n−9)      | 0, 0, 0, 0, 0, 0, 0, 0, 1, 1, 2, 4, 8, 16, 32, 64, 128, 256, 511, 1021, …                  | A104144 |

För följden av ordning n kan antingen n stycken tvåpotenser eller (n − 1) stycken nollor följda av en etta väljas som begynnelsevärden. Flera av de generaliserade Fibonacciföljderna har intressanta kombinatoriska tolkningar.

### Andra objekt än tal
Fibonaccipolynomen är en polynomföljd som definieras av
{\displaystyle F_{n}(x)=\left\{{\begin{matrix}1,\qquad \qquad \qquad \qquad &{\mbox{om }}n=1\\x,\qquad \qquad \qquad \qquad &{\mbox{om }}n=2\\xF_{n-1}(x)+F_{n-2}(x),&{\mbox{om }}n\geq 3\end{matrix}}\right.}
De första Fibonaccipolynomen är:
{\displaystyle F_{1}(x)=1\,}
{\displaystyle F_{2}(x)=x\,}
{\displaystyle F_{3}(x)=x^{2}+1\,}
{\displaystyle F_{4}(x)=x^{3}+2x\,}
{\displaystyle F_{5}(x)=x^{4}+3x^{2}+1\,}
{\displaystyle F_{6}(x)=x^{5}+4x^{3}+3x\,}
Värdet av det n:te Fibonaccipolynomet för x = 1 är lika med det n:te Fibonaccitalet.
Om två textsträngar b och a används som begynnelsevärden och addition tolkas som konkatenering fås på liknande sätt följden
b, a, ab, aba, abaab, abaababa, abaababaabaab, …

## Identiteter
{\displaystyle \sum _{i=1}^{n}F_{i}=F_{n+2}-1}
{\displaystyle \sum _{i=0}^{n-1}F_{2i+1}=F_{2n}}
{\displaystyle \sum _{i=1}^{n}F_{2i}=F_{2n+1}-1.}
{\displaystyle \sum _{i=1}^{n}{F_{i}}^{2}=F_{n}F_{n+1},}
Catalans identitet:
{\displaystyle F_{n}^{2}-F_{n+r}F_{n-r}=(-1)^{n-r}F_{r}^{2}}
Cassinis identitet:
{\displaystyle F_{n}^{2}-F_{n+1}F_{n-1}=(-1)^{n-1}}
d'Ocagnes identitet:
{\displaystyle F_{m}F_{n+1}-F_{m+1}F_{n}=(-1)^{n}F_{m-n}}
{\displaystyle F_{2n}=F_{n+1}^{2}-F_{n-1}^{2}=F_{n}\left(F_{n+1}+F_{n-1}\right)=F_{n}L_{n}}
där Ln är det n:te Lucastalet.
{\displaystyle F_{3n}=2F_{n}^{3}+3F_{n}F_{n+1}F_{n-1}=5F_{n}^{3}+3(-1)^{n}F_{n}}
{\displaystyle {\begin{aligned}F_{3n+1}&=F_{n+1}^{3}+3F_{n+1}F_{n}^{2}-F_{n}^{3}\\F_{3n+2}&=F_{n+1}^{3}+3F_{n+1}^{2}F_{n}+F_{n}^{3}\\F_{4n}&=4F_{n}F_{n+1}\left(F_{n+1}^{2}+2F_{n}^{2}\right)-3F_{n}^{2}\left(F_{n}^{2}+2F_{n+1}^{2}\right)\end{aligned}}}
- {\displaystyle F_{5n}=25F_{n}^{5}+25(-1)^{n}F_{n}^{3}+5F_{n}}

{\displaystyle F_{kn+c}=\sum _{i=0}^{k}{k \choose i}F_{c-i}F_{n}^{i}F_{n+1}^{k-i}.}
- {\displaystyle F_{n+m}^{}=F_{n-1}F_{m}+F_{n}F_{m+1}=F_{n+1}F_{m+1}-F_{n-1}F_{m-1}}
- {\displaystyle F_{(k+1)n}^{}=F_{n-1}F_{kn}+F_{n}F_{kn+1}}
- {\displaystyle F_{n}^{}=F_{l}F_{n-l+1}+F_{l-1}F_{n-l}}

## Genererande funktion
Fibonaccitalens genererande funktion är
{\displaystyle s(x)=\sum _{k=0}^{\infty }F_{k}x^{k}.}
Serien konvergerar för {\displaystyle |x|<{\frac {1}{\varphi }}} och kan skrivas i sluten form som
{\displaystyle s(x)={\frac {x}{1-x-x^{2}}}.}
vilket kan bevisas med
{\displaystyle {\begin{aligned}s(x)&=\sum _{k=0}^{\infty }F_{k}x^{k}\\&=F_{0}+F_{1}x+\sum _{k=2}^{\infty }\left(F_{k-1}+F_{k-2}\right)x^{k}\\&=x+\sum _{k=2}^{\infty }F_{k-1}x^{k}+\sum _{k=2}^{\infty }F_{k-2}x^{k}\\&=x+x\sum _{k=0}^{\infty }F_{k}x^{k}+x^{2}\sum _{k=0}^{\infty }F_{k}x^{k}\\&=x+xs(x)+x^{2}s(x).\end{aligned}}}
En lösning av ekvationen
{\displaystyle s(x)=x+xs(x)+x^{2}s(x)}
ger resultatet ovan.

## Oändliga serier med Fibonaccital
Oändliga serier med Fibonaccital kan ibland skrivas i sluten form med hjälp av thetafunktioner. Exempelvis är summan av reciprokerna av Fibonaccitalen med udda index
{\displaystyle \sum _{k=0}^{\infty }{\frac {1}{F_{2k+1}}}={\frac {\sqrt {5}}{4}}\vartheta _{2}^{2}\left(0,{\frac {3-{\sqrt {5}}}{2}}\right)}
och summan av reciprokerna av Fibonaccitalens kvadrater är
{\displaystyle \sum _{k=1}^{\infty }{\frac {1}{F_{k}^{2}}}={\frac {5}{24}}\left(\vartheta _{2}^{4}\left(0,{\frac {3-{\sqrt {5}}}{2}}\right)-\vartheta _{4}^{4}\left(0,{\frac {3-{\sqrt {5}}}{2}}\right)+1\right).}
Några serier som resulterar i enklare konstanter är
{\displaystyle \sum _{k=0}^{\infty }{\frac {1}{1+F_{2k+1}}}={\frac {\sqrt {5}}{2}}}
och
{\displaystyle \sum _{k=1}^{\infty }{\frac {(-1)^{k+1}}{\sum _{j=1}^{k}{F_{j}}^{2}}}={\frac {{\sqrt {5}}-1}{2}}.}
Man känner inte till någon sluten formel för summan av reciprokerna av Fibonaccitalen, men man vet att den reciproka Fibonaccikonstanten
{\displaystyle \psi =\sum _{k=1}^{\infty }{\frac {1}{F_{k}}}=3.359885666243\dots }
är irrationell.
En överraskande identitet är
{\displaystyle \sum _{n=0}^{\infty }{\frac {1}{F_{2^{n}}}}={\frac {7-{\sqrt {5}}}{2}}}
som följer av formeln
{\displaystyle \sum _{n=0}^{N}{\frac {1}{F_{2^{n}}}}=3-{\frac {F_{2^{N}-1}}{F_{2^{N}}}}.}

## Fibonacciprimtal
Fibonacci-primtal är tal som är både Fibonaccital och primtal. Det finns bara 10 av dessa mindre än 1 miljard, nämligen: 2, 3, 5, 13, 89, 233, 1597, 28657, 514229 och 433494437. Det är (2025) inte känt om det finns oändligt många Fibonacci-primtal.

## Övrigt
- {\displaystyle \forall N\geq 1,F_{2N+1}=4^{N}\cdot \prod _{n=1}^{N}\left(\cos ^{2}\left({\frac {n\pi }{2N+1}}\right)+{\frac {1}{4}}\right).}

- Fibonaccitalen kan skrivas med hjälp av Chebyshevpolynomen som

{\displaystyle F_{n+1}=(-i)^{n}U_{n}\left({\frac {-i}{2}}\right)=(-i)^{n}T_{n}(-i)}
{\displaystyle F_{2n+2}=U_{n}\left({\frac {3}{2}}\right)=T_{n}(3).}